# Sančecija
Sančecija (lat. Sanchezia), biljni rod iz porodice primogovki smješten u podtribus Trichantherinae, dio tribusa Ruellieae, potporodica Acanthoideae. Sastoji se od 46 vrsta u tropskoj Južnoj Americi. 

## Opis
Vazdazelene trajnice, polugrmovi, grmovi i penjačice.

## Vrste
1. Sanchezia aurantiaca Leonard & L.B.Sm.
2. Sanchezia aurea Leonard & L.B.Sm.
3. Sanchezia coccinea Leonard & L.B.Sm.
4. Sanchezia coleifolia Leonard & L.B.Sm.
5. Sanchezia conferta Leonard
6. Sanchezia dasia Leonard & L.B.Sm.
7. Sanchezia dubia I.H.F.Azevedo & P.L.R.Moraes
8. Sanchezia ecuadorensis Leonard
9. Sanchezia ferreyrae Leonard & L.B.Sm.
10. Sanchezia filamentosa Lindau
11. Sanchezia fosteri Wassh.
12. Sanchezia killipii Leonard
13. Sanchezia klugii Leonard & L.B.Sm.
14. Sanchezia lampra Leonard & L.B.Sm.
15. Sanchezia lasia Leonard & L.B.Sm.
16. Sanchezia lispa Leonard & L.B.Sm.
17. Sanchezia longiflora Hook.fil. ex Planch.
18. Sanchezia loranthifolia Lindau
19. Sanchezia macrocnemis (Nees) Wassh.
20. Sanchezia munita (Nees) Planch.
21. Sanchezia oblonga Ruiz & Pav.
22. Sanchezia ovata Ruiz & Pav.
23. Sanchezia parvibracteata Sprague & Hutch.
24. Sanchezia parviflora Leonard
25. Sanchezia pedicellata Leonard & L.B.Sm.
26. Sanchezia pulchra Leonard
27. Sanchezia punicea Leonard & L.B.Sm.
28. Sanchezia putumayensis Leonard
29. Sanchezia rhodochroa Leonard & L.B.Sm.
30. Sanchezia rosea Leonard
31. Sanchezia rubriflora Leonard
32. Sanchezia sanmartinensis Leonard & L.B.Sm.
33. Sanchezia scandens (Lindau) Leonard & L.B.Sm.
34. Sanchezia sericea Leonard
35. Sanchezia siraensis Wassh.
36. Sanchezia speciosa Leonard
37. Sanchezia sprucei Lindau
38. Sanchezia sylvestris Leonard
39. Sanchezia tarapotensis Leonard & L.B.Sm.
40. Sanchezia thinophila Leonard
41. Sanchezia tigrina Leonard
42. Sanchezia villosa Leonard & L.B.Sm.
43. Sanchezia williamsii Leonard
44. Sanchezia woytkowskii Leonard & L.B.Sm.
45. Sanchezia wurdackii Wassh.
46. Sanchezia xantha Leonard & L.B.Sm.

## Sinonimi
- Steirosanchezia Lindau; Bull. Herb. Boissier Ser. II. 4: 316 (1904)
- Ancylogyne Nees; Mart. Fl. Bras. 9: 63. t. 7 (1847)

## Vanjske poveznice
- Sanchezia